# Gelat de cervesa
El gelat de cervesa és un tipus de gelat preparat amb la cervesa com a ingredient. Els gelats de cervesa preparats amb cerveses més fosques solen tenir un sabor més diferent en comparació amb el que es prepara amb cerveses més lleugeres. De vegades, l'alcohol de la cervesa és present al gelat acabat, mentre que altres preparacions comporten la cocció, que pot evaporar l'alcohol.

## Visió general

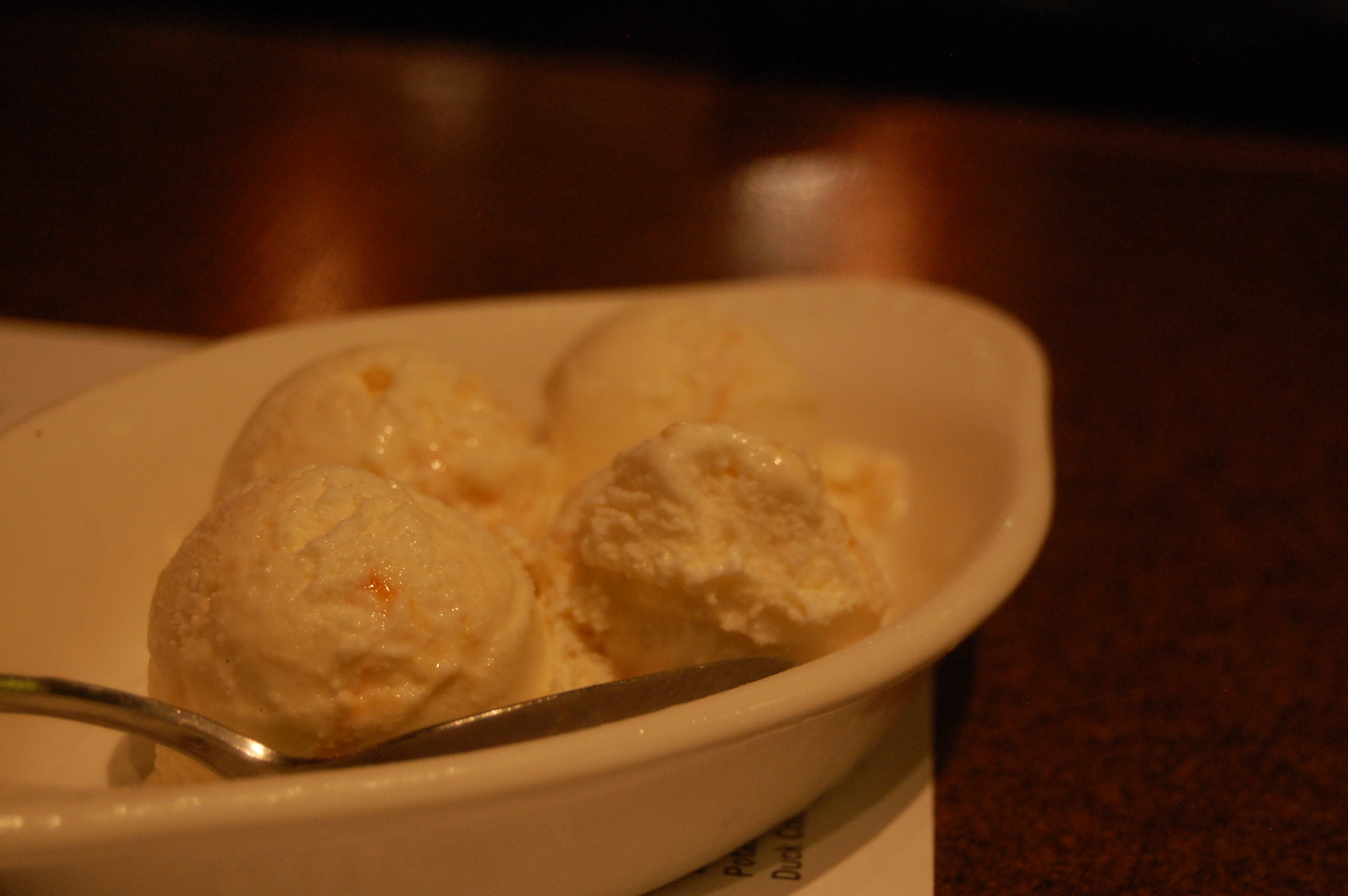
Gelat d'albercoc i cervesa, preparat amb Rockmill golden ale

El gelat de cervesa es prepara amb ingredients típics de gelat i cervesa. Es donen diversos sabors al gelat en funció del tipus de cervesa que s'utilitza. Per exemple, l'ús de cervesa potent pot donar un sabor a malta i caramel, i l'ús de pilsner, pale ale de l'Índia i pale ale pot donar gusts d'amargor. La pale ale de l'Índia també pot impregnar sabors de malta. La cervesa de blat i les cerveses lager també es poden utilitzar com a ingredient del plat. Les cerveses més lleugeres, com les lagers, no aporten tant sabor en comparació amb les cerveses més fosques i les cerveses amb una quantitat més alta de malt i llúpol, que proporcionen un sabor més clar.
Es poden utilitzar diversos ingredients addicionals, com passa en altres tipus de gelats, com ara xocolata, cireres, caramel, pacanes, malví i similars. La preparació del plat pot implicar infondre la cervesa en gelats prefabricats o fer el gelat amb cervesa des de zero.
Algunes gelateries dels Estats Units preparen i subministren gelats de cervesa i el plat s'ha servit al Great American Beer Festival. Ben & Jerry's es va associar amb New Belgium Brewing Company el 2015 per crear dos gelats de cervesa en edició limitada preparats amb New Belgium Brown Ale.

## Grau alcohòlic
Els gelats de cervesa de vegades conserven l'alcohol que hi ha a la cervesa, i els gelats de cervesa preparats amb cervesa amb un contingut alt en volum d'alcohol poden no congelar-se completament quan s'utilitza una geladora. Algunes preparacions del plat inclouen la cocció, que pot evaporar l'alcohol.

## Plats similars

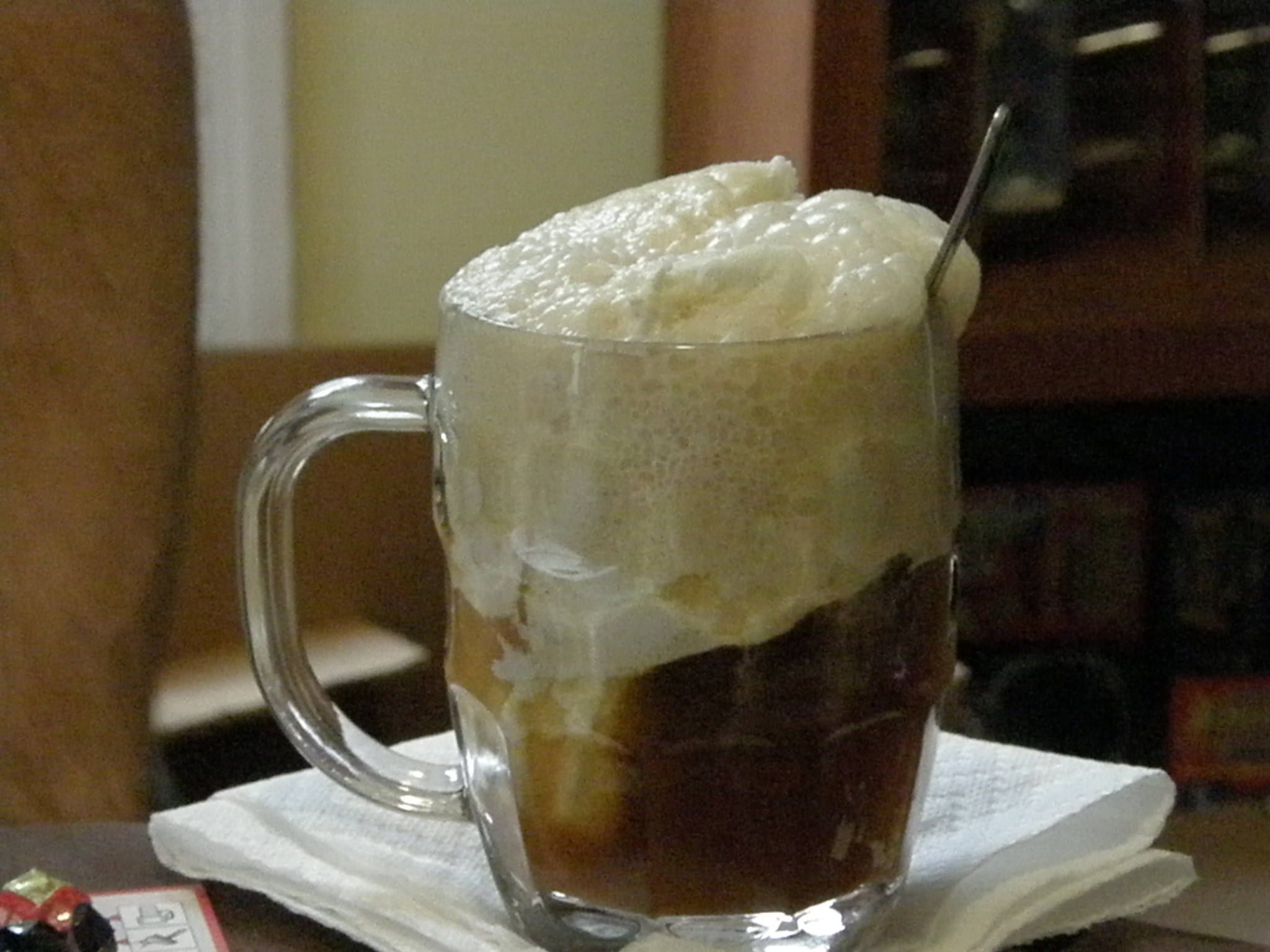
Un refresc gelat preparat amb cervesa Samuel Adams i gelat de vainilla

Es pot preparar també un gelat amb refresc amb cervesa. El gelat de cervesa d'arrel és un plat sense alcohol preparat amb cervesa d'arrel i ingredients típics de gelat.